# Мадона деле Треје (Терни)
Мадона деле Треје је насеље у Италији у округу Терни, региону Умбрија.
Према процени из 2011. у насељу је живело 88 становника. Насеље се налази на надморској висини од 147 м.